# R.I.P.D. Примарний патруль
«R.I.P.D. Примарний патруль» (англ. R.I.P.D. або англ. R.I.P.D.: Rest in Peace Department) — фантастична комедія режисера Роберта Швентке за мотивом коміксів Пітера М. Ленкова, в головних ролях з Раяном Рейнольдсом і Джеффом Бріджесом.
Автор українського перекладу — Сергій SKA Ковальчук.

## Сюжет
Детективи із потойбічного департаменту розслідують злочини і арештовують мертві душі, монстрів, що ховаються серед живих. Молодий коп Нік Вокер (Раян Рейнольдс), після загибелі від руки власного напарника потрапляє в інший світ, де одразу отримує роботу і зобов'язується наступні сто років присвятити службі в R.I.P.D. і, отримавши в напарники брутального стрільця епохи вестернів Ройа Палсіфера (Джефф Бріджес), виходить на боротьбу з непомерлим злом.
Нік зі своїм напарником Бобі затримують наркодилерів, і, при затриманні, конфіскують у них золото. Бобі вмовляє Ніка залишити золото собі, але, зрештою, хлопець сумнівається і вирішує здати золото як доказ. Тому на одній з наступних операцій по затриманню великого притону наркодилерів Бобі вбиває свого напарника, аби потім забрати в нього скарб.
Нік потрапляє на той світ, де його зустрічає Проктор — бос Примарного патруля. Вона повідомляє Вокеру, що той має вибір: або суд і покарання або служба на сто років у бостонському відділку Примарного патруля. Коп, звісно, обирає останнє. Як виявилось Примарний патруль — це потойбічна спецслужба, а її працівники — це найкращі копи, що працювали коли-небудь на Землі. Служба займається відслідковуванням і арештом некротів — мертвих душ злочинців, що ховаються на Землі серед людей і чинять зло. Працівники спецслужби у світі живих приймають зовнішній вигляд аватарів, тобто мають вигляд абсолютно іншої людини.
Знову опинившись на Землі Нік одразу намагається повідомити про це Джулію, свою кохану дружину, але та не впізнає його, тому, що ззовні він має вигляд старого китайця.
Нік в потойбічні напарники отримує одного з найкращих працівників, рейнджера 19-го століття Ройа Сифуса Палсіфера. В обох є спільна риса — вони загинули від руки свого напарника. Ройа вбив напарник в пустелі і його тіло з'їли койоти.
Досвідчений рейнджер має навчити «салагу» Ніка виявляти і ловити некротів. При першому же завданні Рой яскраво показує своєму новому колезі основні ознаки виявлення некротів: дуже сильний гнилий сморід, який потроху руйнує все навколо і блимаюче світло. Таким чином вони виявляють першого некрота, Стенлі (Роберт Ніпер), який за життя був зрадником. Аби копи змогли зловити некрота, той має показати свою справжню сутність. І головний спосіб змусити його це зробити — «запропонувати» скуштувати індійську кухню, а точніше спецію кмин. А вбити некрота можна лише спеціальною кулею і лише в голову. При спробі втечі некрот Стенлі намагається забрати з собою золото. Нік одразу впізнає його — це золото, схоже на те, яке знайшли вони з Бобі і яке власне стало причиною його смерті. Вони вбивають некрота-Стенлі і забирають золото. Нік, заручившись підтримкою Ройа, починає власне розслідування причини своєї смерті і справи, що пов'язана із золотом.
Як виявляється, золото — це уламки артефакту, який називається Єрихонський стовп. Це магічний предмет, що відкриває портал між світом живих і мертвих і випускає на Землю велику кількість некротів. Стовп був зруйнований 3000 років тому і аби його активувати необхідно знову зібрати уламки в одну єдину конструкцію.
Для того, аби виявити хто ж збирає артефакт нові напарники як приманку один зі шматків золота дають некроту Еліоту, якого не арештовує Рой, в обмін на інформацію про некротів. Еліот одразу же виводить мертвих копів на того, хто збирає все золото — це Бобі. Крім того, виявилось, що Бобі також є некротом, але не має смороду, тому що носить «амулет Святого Христофора», зачарований предмет, що не дає проявлятися ознакам некрота.
Через невдалу операцію з арешту некрота-товстуна Пуласкі (який при спробі втечі у своєму справжньому вигляді показується на вулицях Бостона) Ніка і Ройа відсторонюють від розслідування справи із золотом. Проте вони не зважають на офіційні дрібниці і далі продовжують її розслідувати. Вони арештовують Бобі і приводять у потойбічний відділок. Там, за вдало продуманим планом і з допомогою некротів, Бобі використовує артефакт, що зачаровує всіх працівників відділку і викрадає решту золота, яке зберігалося у сховищі доказів.
Бобі і його некроти-посіпаки тікають із золотими уламками і на даху однієї з будівель Бостону починають збирати Єрихонський стовп. Але для активації цього магічного артефакту необхідна людська кров, жертва. Для цього Бобі викрадає дружину Ніка Джулію. Рой і Нік намагаються завадити некротам активувати стовп-портал, але вони не встигають — Бобі ранить Джулію і за допомогою її крові відкривається портал між небом і землею, з якого на землю починають падати некроти.
Але врешті-решт Рою вдається за допомогою ласо і ковбойського трюку скинути на портал вантажівку, яку занесло на дах торнадо. Стовп руйнується і портал закривається, забравши з собою некротів, що впали на землю. Нік вбиває Бобі. Як би не хотілось, але Джулія не може залишитися в потойбічному світі з Ніком, тому він з нею прощається. Джулія виживає.
Напарники рятують світ, але все одно отримують покарання за випадок з оприлюдненням некрота Пуласкі. Нік отримує попередження, а Рой — ще 50 років служіння в Примарному патрулі.
Рой дістає Ніку нового аватара — дівчинку-скаута і вони, тепер вже як справжні напарники, прямують на боротьбу зі злом.

## В ролях
- Раян Рейнольдс — Нік Вокер, головний мертвий герой.
- Джефф Бріджес — Рой Сифус Палсіфер, головний герой, мертвий рейнджер, який працює в Примарному патрулі з 19 століття.
- Кевін Бейкон — Бобі Хейс, коп-напарник Ніка.
- Мері-Луїз Паркер — Проктор, бос Примарного патруля. Мала роман з Роєм.
- Роберт Неппер — Стенлі, перший некрот, якого зловив Нік і в якого вони з Роєм знайшли золото.
- Стефані Шостак — Джулія Вокер, кохана дружина Ніка.
- Джеймс Хонг — дідусь Чен, аватар Ніка, старий китаєць.
- Майк О'Меллі — Еліот, некрот, фанат Ред Сокс. З ним співпрацює Рой для отримання потрібної інформації.
- Пайпер Маккензі Харіс — новий аватар Ніка, дівчинка-скаут.
- Маріса Міллер — аватар Ройа, білява красуня
- Девін Ретрей — Пуласкі (товстий некрот).
- Ларі Джо Кембел — офіцер Мерфі, працює з Ніком і Бобі в одному відділку.
- Лоні Фармер — аватар Проктор.

## Цікаві факти
- Це четвертий раз, коли Раян Рейнольдс грає у фільмі, знятому за коміксами. Раніше він грав Ганібала Кінга у фільмі «Блейд 3: Трійця», Дедпула в «Люди Ікс: Початок. Росомаха» і Хела Джордана у фільмі «Зелений Ліхтар».
- У США і деяких інших країнах цей фільм вийшов в один день з фільмом «Ред 2», сиквелом фільму режисера «Примарного патруля» Роберта Швентке — «Ред», в якому так само знімалася Мері-Луїз Паркер. Крім того, він вийшов через два дні після анімаційного мультфільму «Турбо», в якому одного з персонажів озвучував Раян Рейнольдс.
- Зака Галіфіанакіса розглядали на роль Роя Палсіфара, але він покинув проєкт через неузгодженість розкладів зйомок.
- Джоді Фостер розглядали на роль Проктор.
- Одну зі сцен було знято в будівлі Hynes Convention Center, яка знаходиться на відстані півмилі від площі Коплі, де Джеффа Бріджеса ледь не вбили в реальному житті під час знімання сцени вибуху вантажівки з бомбою з фільму «Підривники».[5]